# Jana Kirpitjenko
Jana Vjatjeslavovna Kirpitjenko (ryska: Яна Вячеславовна Кирпиченко), född 22 januari 1996, är en rysk längdskidåkare som debuterade i världscupen den 30 december 2017 i Lenzerheide.

## Biografi
Kirpitjenko vann silver i stafett vid JVM 2015 och brons i stafett vid JVM 2016. 
I världscupen har hon som bäst en femteplats individuellt, i det klassiska 10 km-loppet i Falun den 30 januari 2021. I Tour de Ski 2021 slutade hon totalt på en 13:e plats. Hon har flera gånger kört i det ryska stafettlaget i världscupen: Ryssland blev fyra i Lahtis både i januari 2020 och i januari 2021, och slutade sexa i Lillehammer i december 2019.
Kirpitjenko gjorde VM-debut i Oberstdorf 2021, där hon inledde med en tiondeplats i skiathlon.

## Resultat

### Ställning i världscupen
| Säsong  | Discipliner | Discipliner | Discipliner | Discipliner | Discipliner | Discipliner | Tourer      | Tourer      | Tourer    | Tourer |
| Säsong  | Totalt      | Totalt      | Distans     | Distans     | Sprint      | Sprint      | Nord. öppn. | Tour de Ski | VC- avsl. |        |
| Säsong  | Poäng       | Plac.       | Poäng       | Plac.       | Poäng       | Plac.       | Nord. öppn. | Tour de Ski | VC- avsl. |        |
| ------- | ----------- | ----------- | ----------- | ----------- | ----------- | ----------- | ----------- | ----------- | --------- | ------ |
| 2017/18 | 9           | 95:e        | 5           | 74:e        | –           | –           | –           | 30:e        | –         |        |
| 2018/19 | 0           | –           | 0           | –           | 0           | –           | –           | –           | –         |        |
| 2019/20 | 135         | 44:e        | 95          | 30:e        | 0           | –           | 33:e        | 21:a        | i.u.      |        |
| 2020/21 |             |             |             |             |             |             | 36:a        | 13:e        | i.u.      |        |

### Världsmästerskap
| Tävling         | 10 km | Skiathlon | 30 km | Sprint | Stafett | Lagsprint |
| --------------- | ----- | --------- | ----- | ------ | ------- | --------- |
| Oberstdorf 2021 | —     | 10:e      | 12:e  | —      | Silver  | —         |